# Mariana Simionescu

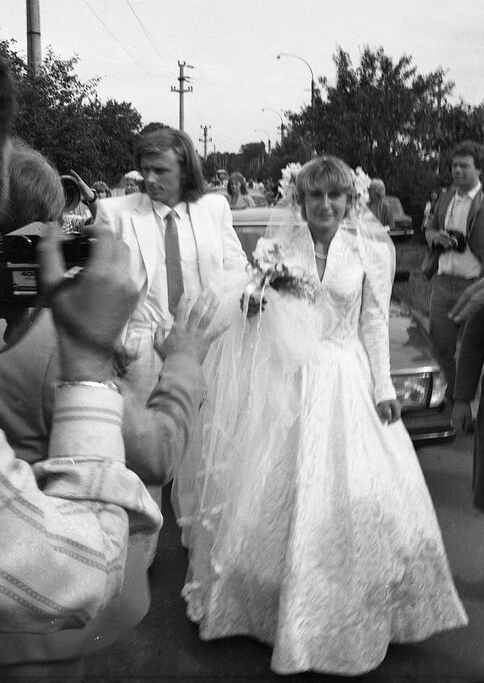
Björn Borg și Mariana Simionescu căsătorindu-se în Snagov pe 24 iulie 1980

Mariana Simionescu (n. 27 noiembrie 1956, Târgu Neamț, România) este o fostă jucătoare de tenis română. A jucat în circuitul profesionist WTA între 1973 și 1980.

## Carieră
A câștigat turneul Hit Union Japan Open în 1980 (simplu).
Cea mai bună performanță Grand Slam a fost turul 4 al turneului de la Wimbledon în 1977, iar cel mai bun ranking a fost locul 7.
La dublu, juca deseori cu Virginia Ruzici sau cu Florența Mihai.
În 1980 s-a căsătorit cu tenismenul suedez Björn Borg, dar au divorțat în 1984. După aceea, sportiva s-a recăsătorit.